# Clasificación para la Copa de las Naciones de la OFC 2004
La clasificación para la Copa de las Naciones de la OFC de 2004 fue el torneo clasificatorio realizado para determinar que cuatro selecciones acompañarían a Australia y Nueva Zelanda en la edición de 2004 del torneo más importante entre naciones de Oceanía. Se llevó a cabo mediante dos grupos donde clasifican los dos primeros. Este torneo clasificatorio también sirvió como primera ronda para la clasificación de Oceanía al Mundial 2006.

## Grupo 1
La sede de los partidos fue Honiara, Islas Salomón.
| Pos. | Equipo              | Pts. | PJ | G | E | P | GF | GC | Dif. | Clasificación |
| ---- | ------------------- | ---- | -- | - | - | - | -- | -- | ---- | ------------- |
| 1    | Islas Salomón (H)   | 10   | 4  | 3 | 1 | 0 | 14 | 1  | +13  | Segunda Ronda |
| 2    | Tahití              | 8    | 4  | 2 | 2 | 0 | 5  | 1  | +4   | Segunda Ronda |
| 3    | Nueva Caledonia (E) | 7    | 4  | 2 | 1 | 1 | 16 | 2  | +14  |               |
| 4    | Tonga (E)           | 3    | 4  | 1 | 0 | 3 | 2  | 17 | −15  |               |
| 5    | Islas Cook (E)      | 0    | 4  | 0 | 0 | 4 | 1  | 17 | −16  |               |

 Fuente: FIFA
| 10 de mayo de 2004 | Islas Salomón                                      | 6–0     | Tonga | Lawson Tama, Honiara                                |                                                     |
|                    | Fa'arodo 12' 30' 77' · Maemae 62' 76' · Samani 79' | Reporte |       | Asistencia: 12,385 espectadores Árbitro(s): Attison | Asistencia: 12,385 espectadores Árbitro(s): Attison |

| 10 de mayo de 2004 | Tahití                    | 2–0     | Islas Cook | Lawson Tama, Honiara                              |                                                   |
|                    | Temataua 2' · Moretta 80' | Reporte |            | Asistencia: 12,000 espectadores Árbitro(s): Singh | Asistencia: 12,000 espectadores Árbitro(s): Singh |

| 12 de mayo de 2004 | Islas Salomón                                                   | 5–0     | Islas Cook | Lawson Tama, Honiara                             |                                                  |
|                    | Waita 21' · Omokirio 27' · Samani 45' · Maemae 70' · Leslie 81' | Reporte |            | Asistencia: 14,000 espectadores Árbitro(s): Fred | Asistencia: 14,000 espectadores Árbitro(s): Fred |

| 12 de mayo de 2004 | Tahití | 0–0     | Nueva Caledonia | Lawson Tama, Honiara                                |                                                     |
|                    |        | Reporte |                 | Asistencia: 14,000 espectadores Árbitro(s): Rakaroi | Asistencia: 14,000 espectadores Árbitro(s): Rakaroi |

| 15 de mayo de 2004 | Tonga                     | 2–1     | Islas Cook   | Lawson Tama, Honiara                                 |                                                      |
|                    | Uhatahi 46' · Vaitaki 61' | Reporte | Pareanga 59' | Asistencia: 15,000 espectadores Árbitro(s): Sosongan | Asistencia: 15,000 espectadores Árbitro(s): Sosongan |

| 15 de mayo de 2004 | Islas Salomón              | 2–0     | Nueva Caledonia | Lawson Tama, Honiara                                |                                                     |
|                    | Omokirio 10' · G. Suri 42' | Reporte |                 | Asistencia: 20,000 espectadores Árbitro(s): Attison | Asistencia: 20,000 espectadores Árbitro(s): Attison |

| 17 de mayo de 2004 | Nueva Caledonia                                                        | 8–0     | Islas Cook | Lawson Tama, Honiara                           |                                                |
|                    | P. Wajoka 3' · M. Hmae 20' 40' 42' 52' 85' · Djamali 25' · J. Hmae 35' | Reporte |            | Asistencia: 400 espectadores Árbitro(s): Singh | Asistencia: 400 espectadores Árbitro(s): Singh |

| 17 de mayo de 2004 | Tahití                      | 2–0             | Tonga | Lawson Tama, Honiara                              |                                                   |
|                    | G. Wajoka 1' · Temataua 78' | Report Reporte] |       | Asistencia: 400 espectadores Árbitro(s): Sosongan | Asistencia: 400 espectadores Árbitro(s): Sosongan |

| 19 de mayo de 2004 | Nueva Caledonia                                                                 | 8–0     | Tonga | Lawson Tama, Honiara                             |                                                  |
|                    | J. Hmae 4' · Poatinda 26' 42' 79' · M. Hmae 45' · P. Wajoka 54' 58' · Kaumé 72' | Reporte |       | Asistencia: 14,000 espectadores Árbitro(s): Fred | Asistencia: 14,000 espectadores Árbitro(s): Fred |

| 19 de mayo de 2004 | Islas Salomón | 1–1             | Tahití    | Lawson Tama, Honiara                                |                                                     |
|                    | B. Suri 80'   | Report Reporte] | Simon 30' | Asistencia: 18,000 espectadores Árbitro(s): Rakaroi | Asistencia: 18,000 espectadores Árbitro(s): Rakaroi |

### Grupo 2
Los partidos se jugaron en Apia, Samoa.
| Pos. | Equipo                 | Pts. | PJ | G | E | P | GF | GC | Dif. | Clasificación |
| ---- | ---------------------- | ---- | -- | - | - | - | -- | -- | ---- | ------------- |
| 1    | Vanuatu                | 10   | 4  | 3 | 1 | 0 | 16 | 2  | +14  | Segunda Ronda |
| 2    | Fiyi (H)               | 9    | 4  | 3 | 0 | 1 | 19 | 5  | +14  | Segunda Ronda |
| 3    | Papúa Nueva Guinea (E) | 7    | 4  | 2 | 1 | 1 | 17 | 6  | +11  |               |
| 4    | Samoa (E)              | 3    | 4  | 1 | 0 | 3 | 5  | 11 | −6   |               |
| 5    | Samoa Americana (E)    | 0    | 4  | 0 | 0 | 4 | 1  | 34 | −33  |               |

 Fuente: FIFA
| 10 de mayo de 2004 | Papúa Nueva Guinea | 1–1     | Vanuatu    | Toleafoa J.S. Blatter Complex, Apia             |                                                 |
|                    | Wasi 73'           | Reporte | Lauru 90+' | Asistencia: 500 espectadores Árbitro(s): Breeze | Asistencia: 500 espectadores Árbitro(s): Breeze |

| 10 de mayo de 2004 | Samoa                                             | 4–0     | Samoa Americana | Toleafoa J.S. Blatter Complex, Apia          |                                              |
|                    | Bryce 12' · Fasavalu 30' 53' · Michael 66' (pen.) | Reporte |                 | Asistencia: 500 espectadores Árbitro(s): Afu | Asistencia: 500 espectadores Árbitro(s): Afu |

| 12 de mayo de 2004 | Samoa Americana | 1–9     | Vanuatu                                                                              | Toleafoa J.S. Blatter Complex, Apia          |                                              |
|                    | Natia 39'       | Reporte | Qorig 30' (pen.) 45' · Mermer 37' 56' 90+' · Poida 55' · Chilia 65' · Maleb 80' 90+' | Asistencia: 400 espectadores Árbitro(s): Fox | Asistencia: 400 espectadores Árbitro(s): Fox |

| 12 de mayo de 2004 | Fiyi                                                 | 4–2     | Papúa Nueva Guinea      | Toleafoa J.S. Blatter Complex, Apia             |                                                 |
|                    | Rabo 24' · Toma 45+' · Gataurua 78' · Rokotakala 90' | Reporte | Davani 12' · Komboi 44' | Asistencia: 400 espectadores Árbitro(s): Diomis | Asistencia: 400 espectadores Árbitro(s): Diomis |

| 15 de mayo de 2004 | Fiyi | 11–0    | Samoa Americana | Toleafoa J.S. Blatter Complex, Apia          |                                              |
|                    | Toma 7' 11' 16' · Vulivuli 24' · Rokotakala 32' 34' · Sabutu 45+' 81' · Masinisau 60' · Gataurua 75' 77' | Reporte |                 | Asistencia: 300 espectadores Árbitro(s): Fox | Asistencia: 300 espectadores Árbitro(s): Fox |

| 15 de mayo de 2004 | Samoa | 0–3     | Vanuatu                             | Toleafoa J.S. Blatter Complex, Apia             |                                                 |
|                    |       | Reporte | Mermer 13' · Chilia 55' · Maleb 57' | Asistencia: 650 espectadores Árbitro(s): Breeze | Asistencia: 650 espectadores Árbitro(s): Breeze |

| 17 de mayo de 2004 | Samoa Americana | 0–10    | Papúa Nueva Guinea                                                                 | Toleafoa J.S. Blatter Complex, Apia          |                                              |
|                    |                 | Reporte | Davani 23' 24' 40' 79' · A. Lepani 26' 28' 64' · Wasi 34' · Komboi 37' · Lohai 71' | Asistencia: 150 espectadores Árbitro(s): Afu | Asistencia: 150 espectadores Árbitro(s): Afu |

| 17 de mayo de 2004 | Samoa | 0–4     | Fiyi                                                   | Toleafoa J.S. Blatter Complex, Apia             |                                                 |
|                    |       | Reporte | Toma 17' · Sabutu 52' · Masinisau 82' · Rokotakala 84' | Asistencia: 450 espectadores Árbitro(s): Diomis | Asistencia: 450 espectadores Árbitro(s): Diomis |

| 19 de mayo de 2004 | Fiyi | 0–3     | Vanuatu                      | Toleafoa J.S. Blatter Complex, Apia             |                                                 |
|                    |      | Reporte | Thomsen 45+' · Lauru 63' 65' | Asistencia: 200 espectadores Árbitro(s): Breeze | Asistencia: 200 espectadores Árbitro(s): Breeze |

| 19 de mayo de 2004 | Samoa       | 1–4     | Papúa Nueva Guinea                                      | Toleafoa J.S. Blatter Complex, Apia             |                                                 |
|                    | Michael 69' | Reporte | Davani 16' · A. Lepani 37' · N. Lepani 55' · Komeng 68' | Asistencia: 300 espectadores Árbitro(s): Diomis | Asistencia: 300 espectadores Árbitro(s): Diomis |

## Goleadores
| # | Jugador           | País               | Goles |
| - | ----------------- | ------------------ | ----- |
| 1 | Michel Hmae       | Nueva Caledonia    | 6     |
| 1 | Reginald Davani   | Papúa Nueva Guinea | 6     |
| 3 | Veresa Toma       | Fiyi               | 5     |
| 4 | Seveci Rokotakala | Fiyi               | 4     |
| 4 | Andrew Lepani     | Papúa Nueva Guinea | 4     |
| 4 | Etienne Mermer    | Vanuatu            | 4     |

## Clasificados
| Australia | Fiyi | Islas Salomón | Nueva Zelanda | Tahití | Vanuatu |
| Australia | Fiyi | Islas Salomón | Nueva Zelanda | Tahití | Vanuatu |
| --------- | ---- | ------------- | ------------- | ------ | ------- |